# Southampton, New York
Southampton är en kommun (town) i Suffolk County på Long Island i delstaten New York. Vid 2010 års folkräkning hade Southampton 56 790 invånare. Stony Brook University har ett campusområde, Stony Brook Southampton, i kommunen. Universitetets huvudcampus ligger i Stony Brook i en annan kommun, Brookhaven.
Southampton är en av två kommuner som The Hamptons består av. Den andra är East Hampton och flera tätorter ingår i båda kommunerna.

## Kända personer från Southampton
- Tim Bishop, politiker
- Mary L. Cleave, astronaut
- Jacqueline Kennedy Onassis, USA:s första dam
- Cameron Winklevoss, roddare och entreprenör
- Tyler Winklevoss, roddare och entreprenör